# Standard Oil
Standard Oil je ime naftne tvrtke koju je 1870. godine osnovao znameniti kapitalist John D. Rockefeller. Odlukom Vrhovnog suda SAD tvrtka je 1911. godine razdvojena na 34 manje tvrtke, kako bi se osigurala poštenija tržišna utakmica na naftnom tržištu.
Agresivnim metodama okrupnjavanja, Standard Oil je već 1890. godine ovladao tržišnim udjelom od 88% naftnog tržišta u SAD (kasnije i preko 90%), te je smatran najvećom kompanijom na svijetu, koja je ostvarivala presudan utjecaj na globalnu naftnu industriju. 
Zahvaljujući rastu potražnje za naftnim prerađevinama i vladajućem položaju na tržištu, Standard Oil je svojim vlasnicima - uz obitelj Rockefeller, bili su tu još značajni udjeli obitelji Payne-Whitney i Harkness-Flagler - donosio iznimno visoke profite (preko 60% godišnje, dugi niz godina) koji su korišteni za kupovanje važnih dijelova industrije i bankovnog sektora u SAD i šire u svijetu.
Slični monopoli i oligopoli su u to doba skoro prirodno nastajali posve slobodnim okrupnjavanjem velikih poslovnih tvrtka na tržištima objedinjenim razvitkom industrije, transporta i općenitom modernizacijom poslovanja na kraju 19. stoljeća. Širenje takvih velikih tvrtka često je bilo praćeno raznim oblicima nepoštenih poslovnih praksa kojima su se moćne tvrtke"rješavale" konkurencije i postizale povlašteni tretman kod državnih vlasti. Društvene snage u SAD koje su zazirale od takvog smjera razvoja kapitalizma ishodile su donošenje tzv. "antitrustovskih zakona", od kojih je prvi bio Sherman Antitrust Act iz 1890. godine. 
Primjenom tog zakona, Vrhovni sud SAD je presudom u slučaju Standard Oil Co. of New Jersey v. United States iz 1911. godine odredio da se mora provesti razdvajanje Standard Oil-a na 34 manje tvrtke. Među najznačajnijima od tih naftnih kompanija proizašlih iz "imperija" obitelji Rockefeller danas su Exxon, Chevron (bivši Standard Oil of California) i Saudi Aramco (od 1980. godine, preuzela je kontrolu nad tom kompanijom Saudijska kraljevska kuća). Velika naftna kompanija Amoco je također bila sljednik Standard Oil-a; ta je kompanija 1998. godine spojena s BP (raniji Brittish Petroleum); službeno je procijenjeno da u trenutku spajanja Amoco vrijedi više od 48 milijardi američkih dolara.
Razdvajanje sustava Standard Oil-a na manje tvrtke 1911. godine bio je proces koji je u tadašnjoj američkoj javnosti praćen s maksimalnim interesom i uz mnogo prijepora i predstavlja značajnu stranicu razvoja sustava zaštite tržišnog natjecanja.

## Vanjske poveznice
- "Rockefeller and the Standard Oil Monopoly", "CONSTITUTIONAL RIGHTS FOUNDATION: Bill of Right in Action, 16.2.2000., pristupljeno 1.3.2014.